# Трансперенси Интернешнл — Россия
Транспе́ренси Интерне́шнл — Росси́я (Центр «Трансперенси Интернешнл — Р», Центр «ТИ-Р», «Трансперенси Интернешнл-Россия», Transparency International — Россия) — российская неправительственная организация, занимающаяся борьбой с коррупцией. С 1999 по 2023 год являлась официальным представительством международной организации Transparency International в России, позднее — была вынуждена ликвидировать юридическое лицо в стране и продолжить работу за границей как «Трансперенси Интернешнл — Россия в изгнании» (англ. Transparency International – Russia in exile).

## История
Центр антикоррупционных исследований «Трансперенси Интернешнл — Россия» был основан в 1999 году. Его основателем и первым директором выступила Елена Панфилова. Целями организации стали противодействие коррупции и снижение толерантности к ней. Активисты подчёркивали, что не противостоят государству в целом, а борются с нарушением российских и международных законов, принципов прозрачности и подотчётности. В разные годы региональные антикоррупционные центры «TI — Россия» действовали в Санкт-Петербурге, Великом Новгороде, Барнауле, Екатеринбурге и Калининграде.
Когда в 2014 году Елена Панфилова была избрана вице-президентом международного Transparency International, российское отделение возглавил Антон Поминов. В 2021 году его сменил на посту генерального директора Илья Шуманов. В феврале 2025 новым директором стала Алёна Вандышева, работавшая в «Трансперенси» с 2010 года.
Среди источников финансирования организации в разные годы были Центр стратегических разработок Алексея Кудрина, международный секретариат Transparency International, некоммерческая организация Relearn, Фонд демократического развития.

## Деятельность
Изначально представители власти приглашали членов «TI — Россия» в качестве экспертов в правительственные советы. Например, в 2012 году директор «TI — Россия» Елена Панфилова вошла в состав комиссии по координации деятельности Открытого правительства под председательством премьер-министра Дмитрия Медведева, в 2013-м выступила членом «Гражданской 20-ки» в федеральной Общественной палате. В начале 2010-х годов «TI — Россия» представляли российское гражданское общество на международных саммитах по антикоррупции. С 2013 года активисты отмечали, что репрессии против гражданского общества в России затрудняют борьбу с коррупцией. В этот период расследования организации становились причиной обращений политиков в прокуратуру и ФСБ о необходимости расследовать действия НКО.
Одним из способов борьбы «Трансперенси Интернешнл» с коррупцией стали расследования. В разные годы они выпустили отчёты о непрозрачных президентских грантах для НКО, расследования о скрытом финансировании российских политических партий, о нарушениях в госзакупках при чрезвычайных ситуациях, о росте розничной стоимости молока на 15 % из-за взяток и «откатов». По результатам своих расследований «TI — Россия» часто обращалась в антимонопольную службу и прокуратуру, однако итоги проверок в большинстве случаев были не ясны. В 2016—2017 годах «TI — Россия» выпустила расследование об элитном жилом комплексе, построенном на земле Горного университета. Проводивший сделки с недвижимостью ректор университета и научный руководитель Владимира Путина Владимир Литвиненко в ответ подал иск о защите чести и достоинства, который суд удовлетворил.
Для сбора и анализа данных о доходах и имуществе депутатов, чиновников, судей и других госслужащих «Трансперенси Интернешнл — Россия» запустила в 2011 году проект «Декларатор», позже ставший независимым. К 2018 году он стал крупнейшим в России архивом деклараций и включал данные о более чем 56 тысячах должностных лиц. В разные годы активисты «TI — Россия» сообщали о незадекларированной недвижимости депутата Госдумы Натальи Поклонской и вице-премьера Дмитрия Рогозина, которые оспаривали эту информацию.
Также «Трансперенси Интернешнл — Россия» подготавливала рейтинги, оценивающие эффективность корпоративных антикоррупционных программ. Их отчёты о коррупции использовали иностранные политики и международные организации. Активисты сотрудничали с Европейским исследовательским центром по борьбе с коррупцией, Румынским академическим обществом и с Высшей школой экономики, на базе которой создали проектно-учебную лабораторию антикоррупционной политики. Они оказывали поддержку другим гражданским НПО, выступали экспертами для СМИ.
Кроме того, организация занималась просвещением о мерах борьбы с коррупцией. Так, в 2009 году «Трансперенси Интернешнл — Россия» запустила на своём сайте «Скорую антикоррупционную помощь» и «Антикоррупционный журнал», которые предлагали гражданам помощь в написании жалоб на коррупционеров. Активисты проводили форумы, лекции и социальные кампании. Например, в 2011 году совместно с Международным молодёжным правозащитным движением они провели акцию «5 простых и понятных поправок для полиции», которая продвигала идею несложных изменений в закон «О полиции» для повышения прозрачности работы полицейских. Одной из принятых в закон поправок было обязательное ношение бейджа с фотографией и данными сотрудника. Позднее активисты проводили акцию «День проверки документов», проверяя наличие нагрудных знаков у полицейских на службе. Кроме того, TI — Россия проводила кампанию «Коррупция убивает», которая привлекала внимание общественности к случаям смерти из-за халатности чиновников. В октябре 2014 года активисты опубликовали брошюру о разработке и внедрении этических кодексов для НПО. Совместно с Republic они выпускали подкаст «А это законно?», который в 2020 году вошёл в число лучших в рейтинге «Благосферы».

## Руководство
Генеральные директора «Трансперенси Интернешнл — Россия»:
1. Елена Панфилова (1999—2014)
2. Антон Поминов (2014—2021)
3. Илья Шуманов (2021—2025)
4. Алёна Вандышева (с 2025 года)

## Преследование и работа в изгнании
В начале 2015 года прокуратура России начала проверку ряда правозащитных НКО, включая Московскую Хельсинкскую группу, комитет «Гражданское содействие», а также «Трансперенси Интернешнл — Россия». По её итогам «TI — России» было предложено зарегистрироваться в реестре иностранных агентов. Елена Панфилова называла решение смешным, так как «де-факто политическими посчитали мероприятия, посвящённые реализации национального плана по борьбе с коррупцией».
В апреле 2015 года «Трансперенси Интернешнл — Россия» была внесена в реестр иноагентов. Организация обжаловала это решение, настаивая, что организация занимается не политической деятельностью, а «антикоррупционным просвещением». Но суд отклонил жалобу. Отдельные депутаты заявляли, что работа «TI — Россия» представляет «угрозу обороноспособности России, безопасности, общественному порядку».
Сотрудники говорили, что работа центра стала фактически невозможной, но смогли продолжать просветительские инициативы, поддерживали людей в судебных делах о коррупции в местных органах власти и занимались журналистскими расследованиями о сложных схемах отмывания денег, о транснациональной коррупции, о незаконных финансовых потоках. На лекции активистов неоднократно приходила полиция, задерживая их из-за ложных сообщений о терроризме или из-за нарушений пандемийных ограничений.
Осенью 2022 года иноагентом объявили руководителя организации Илью Шуманова. В июле и августе 2023 года Басманный районный суд Москвы дважды привлекал его к административной ответственности за отсутствие маркировки «иностранный агент». В августе 2024 года Следственный комитет России возбудил против него уголовное дело за «неисполнение обязанностей иностранного агента», что грозило двумя годами лишения свободы.
В марте 2023 года Генпрокуратура РФ признала «нежелательной организацией» международное движение Transparency International. Ведомство посчитало за политическую деятельность предложения активистов ввести уголовную ответственность за незаконное обогащение, отменить статус иностранных агентов для НКО и прекратить избыточное регулирование СМИ. Законодательство России предусматривает уголовную ответственность за сотрудничество с нежелательными организациями. Опасаясь преследования со стороны властей, руководство российского филиала «Транспаренси» приняло решение закрыть в России юридическое лицо. В конце сентября 2024 года Минюст исключил «Трансперенси Интернешнл — Россия» из списка иностранных агентов в связи с ликвидацией юридического лица.
В октябре 2023 года начала работу «Трансперенси Интернешнл — Россия в изгнании» (англ. Transparency International – Russia in exile). Руководство заявило, что продолжит гражданское противодействие коррупции в России. Данные о команде не разглашаются по соображениям безопасности, но известно, что отделение возглавил Илья Шуманов.
Целью новой команды стали расследования о трансграничных схемах отмывания денег и коррупции, связанной со вторжением России на Украину. Совместно с «Новой газетой» она выпустила расследования про национализацию около 180 частных компаний за два года с начала войны, связи между смертью топ-менеджеров «Газпрома» и отмыванием денег, а также расследование о случаях отмывании средств в ходе торговых операций из России в Великобританию. Эксперты организации осудили продолжающуюся в России милитаризацию и ущемление прав человека.
27 декабря 2024 года Минюст РФ признал «Трансперенси Интернешнл — Россия в изгнании» «иностранным агентом». В ответ на это в организации отметили, что их работа будет продолжена без изменений в безопасной юрисдикции.